# Пластунское городское поселение
Пластунское городское поселение — городское поселение в Тернейском районе Приморского края.
Административный центр — пгт Пластун.

## История
Статус и границы городского поселения установлены Законом Приморского края от 6 августа 2004 года № 133-КЗ «О Тернейском муниципальном районе»

## Население
| 2009  | 2010  | 2011  | 2012  | 2013  | 2014  | 2015  |
| ----- | ----- | ----- | ----- | ----- | ----- | ----- |
| 6030  | ↘5350 | ↘5320 | ↘5219 | ↗5232 | ↘5167 | ↘5114 |
| 2016  | 2017  | 2018  | 2019  | 2020  |       |       |
| →5114 | ↘5075 | ↘5003 | ↘4914 | ↘4791 |       |       |

## Состав городского поселения
В состав городского поселения входит один населённый пункт — пгт Пластун.

## Местное самоуправление
Глава администрации: Наумкин Сергей Николаевич
Адрес: 692152, пгт. Пластун, ул. Гидростроителей, 1 
Телефон: (42374) 34-6-48